# Шенси
Шенси (кин: 陕西, 陝西, Shǎnxī) је покрајина у средишњем делу Кине. Главни град је древна кинеска престоница Си'ан. Шенси заузима површину од 205.800 км², а у покрајини је 2004. живело 37.050.000 становника.